# Snipers, tireur d'élite
Pour plus de détails, voir Fiche technique et Distribution.
Snipers, tireur d'élite (神鎗手, Sun cheung sau) est un film hongkongais réalisé par Dante Lam, sorti en 2009.

## Synopsis
Les forces spéciales de la police de Hong Kong accueillent les meilleurs tireurs d'élite au monde. Quand le plus doué d'entre eux, Lincoln (Huang Xiaoming), est condamné pour avoir abattu un otage, il n'a plus qu'une idée en tête : démasquer le coupable et accomplir sa vengeance... au prix d'un affrontement sans merci.

## Fiche technique
- Titre : Snipers, tireur d'élite
- Titre original : 神鎗手 (Sun cheung sau)
- Réalisation : Dante Lam
- Scénario : Jack Ng
- Décors : Alfred Yau
- Costumes :Choy Yim Man
- Photographie : Cheung Man Po
- Musique : Henry Lai
- Production : John Chong
- Pays d'origine :  Chine
- Société de production et de distribution : Wild Side Films, Media Asia Group
- Dates de sortie : 2009

## Distribution
- Richie Jen : Hartman
- Huang Xiaoming : Lincoln
- Edison Chen : OJ